# Daniël Jacob van Ewijck van Oostbroek en De Bilt
Dr. mr. Daniël Jacob van Ewijck van Oostbroek en De Bilt (Utrecht, 13 november 1786 – Utrecht, 15 december 1858) was Nederlands politicus. Hij is een lid van de familie Van Ewijck.

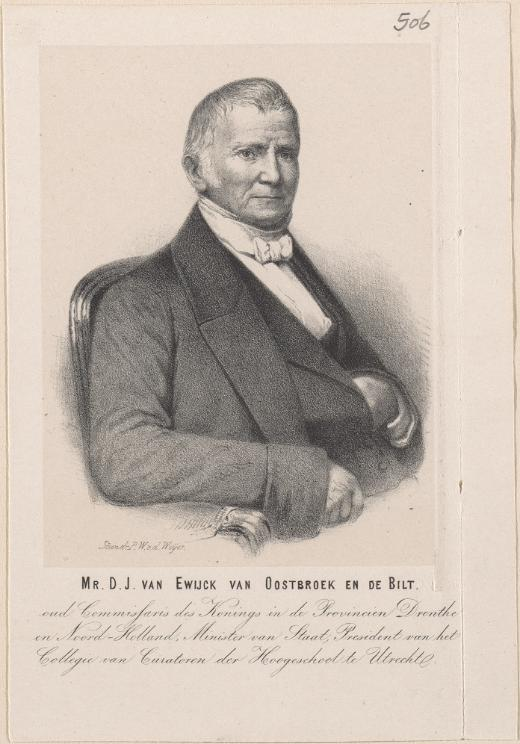
Portret van Van Ewijck van Oostbroek en De Bilt, Bijzondere Collecties, Universiteitsbibliotheek Leiden.

Hij was een ambtenaar en bestuurder die filosofie studeerde in Utrecht. Hij speelde als ambtenaar op het departement van Onderwijs, Kunsten en Wetenschappen onder Willem I een belangrijke rol bij de bevordering van wetenschap en cultuur. Als gouverneur van Drenthe (1832-1840) zette hij zich in voor de aanleg van kanalen, in dezelfde functie (vanaf 1850 Commissaris des Konings geheten) in Noord-Holland (1840-1855) was hij betrokken bij de inpoldering van de Anna Paulownapolder. Het dorp Van Ewijcksluis is naar hem vernoemd. In 1840 werd hij lid van de Raad van State in buitengewone dienst. Van 1855 tot zijn overlijden in 1858 was hij minister van Staat.

## Betekenis voor Drenthe
Tijdens zijn periode als gouverneur van Drenthe heeft Van Ewijck aanzienlijk bijgedragen aan de modernisering en ontwikkeling van de provincie. Dankzij zijn sterke banden met de regering in Den Haag, zijn goede verstandhouding met de Koning en zijn enorme werklust, wist hij veel tot stand te brengen.
Hij pakte direct na zijn aanstelling de cholera-uitbraak aan, waarbij hij dankzij daadkrachtig ingrijpen van het provinciale bestuur het aantal slachtoffers beperkt wist te houden. Daarnaast speelde hij een belangrijke rol in het herstel van de in financiële moeilijkheden verkerende Maatschappij van Weldadigheid.
Van Ewijck had een warme belangstelling voor de economie en infrastructuur. Hij stimuleerde de Drentse nijverheid, bijvoorbeeld door opdrachten te regelen voor de weverijen in Meppel. Ook zette hij zich in voor de verbetering van het wegennet en de waterwegen. Hij voltooide de verharde weg tussen Zwolle en Groningen en gaf een belangrijke impuls aan de kanalisatieplannen. De ontwikkeling van de provincie was zichtbaar in de toename van de diligencedienst op het traject Zwolle-Groningen, die in korte tijd van tweemaal per week naar tweemaal per dag ging.
Op bestuurlijk vlak liet hij eveneens zijn sporen na. Hij ontwierp een eigen reglement om de markegenootschappen geleidelijk in het officiële systeem te integreren, al werd dit voorstel niet overgenomen. Het eerste Provinciaal Gerechtshof in Assen is direct te danken aan zijn inspanningen.
- Biografisch Portaal: 34155367
- Digitale Bibliotheek voor de Nederlandse Letteren: ewij003
- International Standard Name Identifier: 0000 0003 9789 6538
- Nederlandse Thesaurus van Auteursnamen: 07038312X
- Parlement.com: vg09llyzbmvd
- RKD-Nederlands Instituut voor Kunstgeschiedenis: 455020
- Virtual International Authority File: 1300152503080710800008
- WorldCat: E39PBJcR7MQJhtt49xxP6CjwG3